# Tylogonus parabolicus
Tylogonus parabolicus är en spindelart som beskrevs av Galiano 1985. Tylogonus parabolicus ingår i släktet Tylogonus och familjen hoppspindlar. Inga underarter finns listade i Catalogue of Life.